# Les Légendes (Clavel)
Pour les articles homonymes, voir Légende (homonymie).
Les Légendes sont des textes écrits par Bernard Clavel pour la jeunesse, ainsi que des albums et des récits dont plusieurs traitent de contes et surtout de légendes.

## Présentation générale
Bernard Clavel a toujours été attiré par ces histoires extraordinaires qui lui rappelaient celles qu'il se racontait étant petit, perché dans le chêne têtard du jardin de son père ou que sa mère, conteuse impénitente, racontait certains soirs à la mauvaise saison. 
Il a aussi toujours été attiré par l'eau, sans doute parce que bonjours papa tu me manque, sa région natale, est terre d'eau avec ses nombreux lacs et rivières. Il raconte sa fascinante découverte du Rhône dans son enfance alors qu'il était à Lyon en visite chez un cousin, un fleuve qui ne le quittera plus et auquel dans son œuvre, il rend de nombreux hommages. C'est dire sa fascination le jour où il découvrit la mer, cette étendue inimaginable, ses langueurs et ses fureurs.
Il a ainsi fait de l'eau le sujet principal de ces légendes. D'abord, ce qu'il connaît le mieux, les lacs et les rivières, ces lacs entourés de forêts comme le lac de Bonlieu dont, dans un album, il a célébré la beauté, le lac Léman aussi qui lui est particulièrement cher les montagnes avec leurs torrents, et enfin ces vastes éléments que constituent mers et océans.

## Légendes de la mer

### Présentation
Sur tous les continents, de l'Espagne au Japon, de la Norvège au Viêt Nam, du Brésil à la Sibérie, mers et océans ont toujours fasciné les hommes, par leur étendue, leur mystère, un sentiment mélangé de répulsion, de peur face aux éléments qui se déchaînent et d'attirance pour ce monde marin et sous-marin peuplé de sirènes et d'espèces inconnues. 
Pour conjurer les effets du mystère et de l'inconnu, les hommes ont bâti des légendes.
Dans ce pays de légendes, à la fois enchanté et redoutable, le roi Souran part à sa découverte dans son caisson de verre, un jeune requin passe son temps à jouer avec les enfants de Ta'aroa, les hommes épousent des nymphes et des naïades qui leur donnent de beaux enfants. Mais ces belles sirènes sont parfois très jalouses, la femme-phoque repart dans son élément, des fantômes naissent des villes englouties et le général-baleine commande une armée de poissons.

### Contenu des légendes
- 1- Le 7e fils du pêcheur breton : Yan le pêcheur est convoité par une belle sirène qui, en échange de sa libération, lui fait promettre de lui livrer son fils nouveau-né. mais Yan oublie vite sa promesse et son fils Yvon grandit loin de la mer. Mais Yvon a un rival amoureux de sa promise, la belle Yolande qui se lie avec la sirène pour l'enlever. Elle ne sait pas qu'il possède une arme secrète, une formule magique que lui a révélée son ami l'épervier qu'il a jadis sauvé. Et Yvon de cette façon regagnera sa liberté pour rejoindre sa belle.

- 2- Le trésor de l'île Ferdinandea : Gina a vraiment un caractère impossible et son brave mari Beppo, homme faible mais excédé par les débordements de son épouse, caresse l'idée de s'en débarrasser. Par un jour d'une terrible tempête qui s'annonce pour qui connaît la mer, il l'envoie sur son bateau à la pêche au trésor. Mais la mégère parviendra à s'en sortir  et c'est le pauvre Beppo qui travaillera dur pour payer les dettes de sa femme, conséquence de sa cupidité.

- 3- La fille du génie des flots : Emhammed a réussi ce tour de force de dilapider en peu de temps la fortune patiemment amassée par son père. Ruiné et désespéré, il n'en sauve pas moins d'une mort certaine une jeune fille magique, la fille du génie des mers, qui charrie des rubis dans son sang. Ce père, fort de ses pouvoirs, voulut récompenser le sauveur de sa fille, lui offrit la richesse, le pouvoir ou la vie éternelle. Mais Emhammed ne voulait qu'épouser la belle Rubis. L'amour triompha, ils vécurent heureux et eurent beaucoup d'enfants. Ce genre de légendes écrit l'auteur « sont toutes empreintes de la même sagesse : il vaut mieux protéger le faible car il peut dissimuler une créature toute puissante. »

- 4- Les sorcières de Peñiscola : Henriquez, pauvre pêcheur de ce petit port espagnol, surprit une fois un groupe de sorcières qui, pour acheter son silence, lui confièrent de quoi prendre autant de poissons qu'il voudrait : c'est ainsi qu'il vécut et passa pour détenir un mystérieux pouvoir, un secret magique[4].

- 5- Les 3 cordes de bois : Esben le moussaillon est doté d'un pouvoir particulier : il comprend le langage des oiseaux. Ce don va lui permettre de déjouer un complot de sorcières et de sauver de terribles tempêtes le bateau sur lequel il a embarqué, et tout son équipage.

- 6-* Les phoques : Les phoques que les hommes exterminent, savent très bien se venger : ils les noient et les transforment en récifs. Olaf le sait bien, lui qui a épousé Helga une femme-phoque partie rejoindre les siens. Or un jour, il reconnaît sa voix qui accusait les hommes de s'être livrés une nouvelles fois au massacre de ses congénères.

- 7- Le voyage du roi Souran : Le roi s'ennuie dans son calme royaume. Une question le tracasse cependant : qu'y a-t-il au fond des mers : simplement de l'eau ou bien autre chose ? Il décide d'entreprendre un grand voyage pour savoir enfin. Aussi est-il peu surpris d'émerger dans les entrailles de la terre, d'être reçu en ami, d'épouser la fille du roi qui lui donna 3 beaux enfants. Mais il finit par s'ennuyer de son pays natal, y retourna et écrivit l'épopée de son histoire extraordinaire qui obtint un succès considérable. Quand son fils aîné fut en mesure de lui succéder, il retourna dans le peuple des entrailles de la terre, retrouva sa femme et écrivit l'histoire de son pays d'origine qui intriguait beaucoup ce peuple et connut là-bas aussi un succès considérable.

- 8- Le requin de Ta'aroa : Irê était un requin doux comme un dauphin qui adorait jouer avec les petits des hommes. Mais des jaloux firent courir le bruit qu'il avait dévoré un enfant et il devint un paria. Il advint même que deux frères le prirent pour cible avec leur lance et le blessèrent grièvement. Mais les dieux veillaient et eurent pitié du pauvre Irê qu'ils guérirent. Irê partit ailleurs, fonda une famille mais jamais ses enfants ne se résolurent à jouer avec les petits des hommes.

- 9- Le pêcheur sans âge : Une bonne action n'est jamais perdue. Urashima pauvre pêcheur sauve une jeune tortue des griffes de sales gamins et sa mère, pour le récompenser l'emmène sous la mer jusqu'au magnifique 'Palais de corail' où Urashima vit longtemps heureux. Trop longtemps sans doute, car le jour où il revient dans son village, il ne reconnaît plus rien. Tout a changé. Et quand le sortilège n'agit plus, il change et vieillit d'un seul coup. Plus personne ne sauve plus les petites tortues en détresse dans ce monde qu'il ne reconnaît plus. Alors il comprend que ce temps, 'son' temps est passé et qu'il lui faut préparer son départ.

- 10- Glaucus et Scylla : Glaucus ne sait comment faire partager son amour à la belle Scylla. Il s'adresse à la magicienne Circé qui peut tout, y compris rendre Scylla amoureuse de Glaucus mais elle est jalouse et, trahissant sa promesse envers Glaucus, transforme Scylla en monstre. Finalement, Circé fut la plus forte et ni l'un  ni l'autre ne parvinrent à se venger de la magicienne[5].

- 11- La reine de la Baltique : La belle Jurata régnait sur les océans depuis son palais sous-marin. Mais elle apprit qu'un jeune homme Kastytis avait inventé un nouveau filet pour décimer la gente aquatique. Elle voulut châtier l'intrépide mais en tomba amoureuse. Son père, le Roi des océans apprenant l'affront déclencha une terrible tempête qui détruisit tout sur son passage et engloutit les deux tourtereaux[6].

- 12- Le secret des marées : 'Le Grand Mêlé', livre maléfique s'il en est, a le pouvoir de provoquer de grandes marées qui noient tout sur leur passage. C'est ce qui arriva au prieur de Lihon qui eut l'imprudence de confier l'ouvrage à son serviteur, non initié à ses terribles secrets[7].

- 13- Le génie du mont Tan Vien : Étrange marché qu'on proposa à Min : épargner un bel arbre séculaire contre une baguette magique de guérisseur. Le jeune bûcheron voyagea alors en guérissant beaucoup de gens mais revint ensuite chez lui, dans ces forêts qu'il aimait. Sa réputation était telle qu'il finit par épouser la fille de son roi. Son concurrent, le fils du roi des mers du sud le combattit et fut finalement vaincu par la forêt[8].

- 14- Le pêcheur de feuilles : Un bienfait n'est jamais perdu dit le dicton. Un chêne sauvé jadis par un enfant devenu un pauvre pêcheur jouant de malchance, lui rendit au centuple sa bonne action et lui permit dorénavant de vivre décemment de son métier.

- 15- Le beau mendiant et l'esprit des perles : Le défi qu'un père mourant proposa à son fils Hans : lutter contre une belle sirène, une 'naufrageuse' des bateaux qui passent dans ses parages. Il parvint à lui dérober son livre des secrets et le confia à une jeune fille experte Frida, qui le mit en garde contre les maléfices qu'il contenait. Bien sûr, ils s'aimèrent mais la sirène se vengea et on les découvrit un jour près d'une plage, statufiés en rocher[9].

- 16- Les gens du fond des mers : N'épousez jamais une fille du fond des mers car un jour elle partira, elle vous quittera comme c'est arrivé à ce pauvre Miguel, avec les enfants, les meubles et même la maison.

- 17- Les cygnes de la mer : Dave a dû faire un beau rêve qui a mal fini : il a été enlevé et dorloté par trois femmes-cygnes qui lui ont fait une enfance merveilleuse mais quand il s'est réveillé dans son lit, la tempête faisait rage et ses trois protectrices étaient mortes.

- 18- La cité sous les eaux : Les Pays-Bas sont un pays de terre et d'eau. Mais en cette funeste année, les flots se déchaînèrent et envahirent de toutes parts la cité, si violemment qu'elle fut engloutie. Seuls, deux enfants, Jeppe et Griselda réussirent à grimper haut dans le clocher de l'église, en réchappèrent ainsi et furent sauvés par un bateau venu recueillir les éventuels survivants.

- 19- Le vieux la mer : Nazroun est un enfant précoce, différents des autres. Rien d'étonnant donc à ce qu'il serve de bouc-émissaire quand le poisson vint à manquer et disparut du fleuve. Il décidé alors de partir à la recherche de Taïnatz le Vieux des mers, responsable de la situation, détenteur du pouvoir de faire revenir les poissons et de mettre fin à la famine qui menaçait. Il finit par le retrouver, le délivra d'une bande d'épaulards qui le manipulaient. C'est ainsi que les poissons revinrent nombreux, repeuplèrent le fleuve et que Nazroun devint le maître bienveillant du pays.

### Les livres présentés
- Légendes des montagnes et des forêts, illustrations Mette Ivers, commentaires Nicole Sinaud, Hachette Jeunesse, 1975, LGF en 1983 et Le Livre de Poche jeunesse, 08/2008, 184 pages,  (ISBN 978-2-01-322601-1) et  (ISBN 2-01-322601-2)

Dans ces dix-neuf contes issus de nombreux pays, les montagnes sont souvent le siège de diables et de géants, de ces créatures mystérieuses, secrètes, souvent cachées dans leur repaire, comme le terrible 'Singe blanc' ou les 'trolls forgerons'. Les forêts aussi ne sont pas épargnées qui renferment de bons bûcherons et de jolies filles ensorcelées, des forêts où parfois les arbres parlent, où la bergère espère se marier avec le loup s'il peut la nuit venue se transformer en prince. Légendes éternelles qui n'épargnent aucun pays, du Laos à la Grèce ou à la Finlande, dans les montagnes et les forêts, opèrent toujours la magie de tours oniriques.
- Légendes des lacs et des rivières, illustrations Jacques Poirier, notes de Nicole Sinaud, Hachette Jeunesse, 1974 et 1986, réédition chez Hachette Jeunesse, 2002,  (ISBN 2-01-000693-3) et Le Livre de Poche  (ISBN 2-01-321979-2) :

Dans l'eau qui parfois dort et parfois court, se cachent beaucoup d'êtres qui peuvent nous paraître étranges. Monstres, poissons-fées et recettes magiques enchantent ces lieux féériques et mystérieux pour un merveilleux voyage autour du monde.
- Légendes de la mer, Hachette Jeunesse, 1975,  (ISBN 2010139224), LGF en 1981 et Le Livre de Poche jeunesse, 10/2008, illustrations Rosiers-Gaudriault, commentaires Nicole Sinaud, 189 pages,  (ISBN 978-2-01-322499-4)
- Légendes du Léman, illustrations Mette Ivers, Éditions Hifach, en 1988, Hachette Livre, 1996, Hachette Jeunesse, 2004
- 1992 Contes espagnols, Le pont du Llobregat - le pêcheur et le sabbat - la perle de la forêt, illustrations de August Puig, Le Choucas, 77 pages, Voir aussi et Clavel-Puig
- 1997 Contes et légendes du bordelais, éditions Mollat, 06/06/1997, 90 pages,  (ISBN 2-909351-31-9)

### Autres ouvrages
- 1984 Je te cherche vieux Rhône, Éditions Actes Sud, 02/1984, couverture Christine Le Bœuf,  (ISBN 2-7427-2688-8), réédité en avril 2000
- 1981 Terres de mémoire, le Jura, de Bernard Clavel, Georges Renoy, et Jean-Marie Curien, Éditions Jean-Pierre Delarge, réédité en 1989, Éditions universitaires,  (ISBN 2711302024)